# Canon RF 1200mm f/8L IS USM
El Canon RF 1200mm f/8L IS USM és un teleobjectiu fix de la sèrie L amb muntura Canon RF.
Aquest, va ser anunciat per Canon el 24 de febrer de 2022, amb un preu de venda suggerit d'uns 23.850€.
Actualment, és l'objectiu fix de major focal de Canon de la sèrie RF. Amb un multiplicador RF 2x l'òptica seria un 2400mm f/16.
En comparació amb el Canon EF 1200mm el qual pesa uns 16Kg, l'objectiu RF és molt més lleuger amb uns 3,3Kg, això si, perdent un pas de llum.
Aquest objectiu s'utilitza sobretot per fotografia de fauna, esport i fotoperiodisme.

## Característiques
Les seves característiques més destacades són:
- Distància focal: 1200mm
- Obertura: f/8 - 64
- Motor d'enfocament: USM (Motor d'enfocament ultrasònic, ràpid i silenciós)
- Estabilitzador d'imatge de 4 passes
- Distància mínima d'enfocament: 430cm
- Porta filtres intern de 52mm
- A f/8 l'objectiu ombreja les cantonades un pas de llum, però aquest efecte a f/11 gairebé és imperceptible.[3]
- A f/8 és on millor qualitat òptica dona l'objectiu, ja que a partir de f/11 aquests es veu afectada per la difracció de la llum.[3]

## Construcció[1]
- Inclou un adaptador a rosca de trípode per així estabilitzar la imatge des del centre de l'equip
- Consta d'un botó el qual configura el rang d'enfocament: de 4,3m a infinit, de 4,3m a 30m i de 30m a infinit.
- Consta d'un botó d'enfocament configurable, per poder guardar distàncies d'enfocament i canviar de forma ràpida entre aquestes.[4]
- Consta d'un botó el qual configura el tipus d'estabilitzador que es vol utilitzar: El primer mode corregeix les vibracions en totes direccions, el segon les corregeix només en el pla de la panoràmica que s'estigui realitzant, el tercer mode actua igual que el segon però només durant l'exposició.[3]
- La muntura és de metall i el canó d'un aliatge de magnesi reforçat amb carboni.[3]
- El diafragma consta de 9 fulles, i les 26 lents de l'objectiu estan distribuïdes en 18 grups.
- Consta de dos lents de fluorita (per resistir la brutícia i taques), una d'ultra baixa dispersió i una altra de super ultra baixa dispersió, un revestiment super spectra i un revestiment d'esfera d'aire (ajuden a reduir els efectes fantasma).

## Accessoris compatibles[5]
- Tapa E-185C
- Parasol ET-160
- Parasol ET-160B (petit)
- Porta filtres de gelatina drop-in Canon 52
- Filtres drop-in de 52mm
- Tapa posterior RF
- Funda LS1200
- Multiplicador RF 1.4x
- Multiplicador RF 2x